# Roberto Farinacci

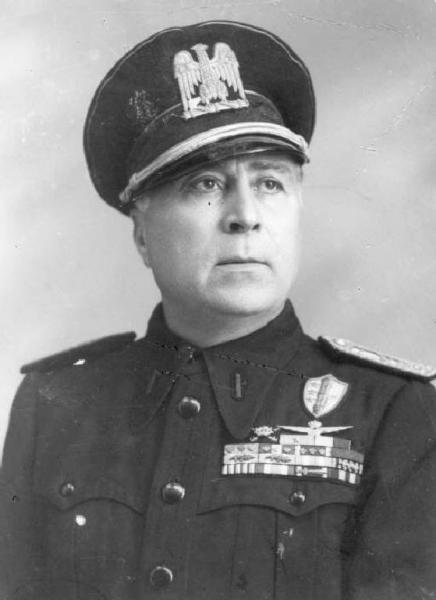
Roberto Farinacci 1930

Roberto Farinacci (* 16. Oktober 1892 in Isernia, Molise; † 28. April 1945 in Vimercate, Lombardei) war ein italienischer Rechtsanwalt, Journalist, faschistischer Schwarzhemden-Führer und Politiker. Von Februar 1925 bis März 1926 war er Generalsekretär der faschistischen Partei. In den 20er Jahren konnte Farinacci, durch seine antisemitische Einstellung, die Parteipropaganda der Faschisten beeinflussen und gehörte zu den bekanntesten Antisemiten neben Interlandi und Preziosi.

## Leben

### Jugendzeit
Farinacci, Sohn eines Sicherheitsbeamten, kam im Alter von acht Jahren mit seiner Familie zunächst nach Tortona im Piemont, dann nach Cremona. Nach der Grundschule fand er in Cremona eine Anstellung als Eisenbahnbeamter und übte diesen Beruf zwölf Jahre lang aus. Er zeigte sehr früh politische Interessen und engagierte sich in der Gewerkschaftsbewegung, wo er bei der Umstrukturierung der Gewerkschaft der Landarbeiter mitwirkte. Benito Mussolini lud ihn zur Mitarbeit beim Il Popolo d’Italia ein. Diese Zusammenarbeit wurde vom Ausbruch des Ersten Weltkrieges verhindert, an dem er als Freiwilliger teilnahm. Nach dem Krieg verließ er den Partito Socialista Riformista Italiano mit Leonida Bissolati und war im März 1919 Gründungsmitglied der Fasci di combattimento Mussolinis. Farinacci war nun bemüht, seine Bildungslücken zu schließen. Es gelang ihm in sehr kurzer Zeit das Abitur nachzuholen, und so promovierte er anschließend in Rechtswissenschaften mit einer Arbeit, die den Verdacht des Plagiats aufkommen ließ. Andere Quellen spekulieren, er habe seinen akademischen Grad eher „honoris causa“ und möglicherweise unter Druck erhalten. Nebenbei war er in Cremona als „Ras“ (Kommandant, Lehnwort aus Äthiopien) des örtlichen Fascio engagiert, wobei sich seine Aktionen durch besondere Brutalität auszeichneten.

### Die „rechte Hand“ Mussolinis
Innerhalb der Partei stieg er rasch auf. 1921 wurde Farinacci zum Abgeordneten gewählt und arbeitete zunächst gemeinsam mit Achille Starace an einer großen Propagandakampagne in der Region Trentino/Südtirol. 1922 gründete er die Zeitung Cremona Nuova, die 1929 in Il Regime Fascista umbenannt wurde. Er repräsentierte den rechten Flügel der Partei, der Mussolini für zu liberal hielt, und war dort einer der bekanntesten, bereits früh antisemitisch eingestellten Vertreter am rechten Rand der Partei. Umgekehrt hielt ihn Mussolini für zu brutal und unverantwortlich. 1925 ernannte ihn Mussolini zum Parteisekretär, wodurch er zum zweitmächtigsten Mann des Regimes aufstieg. Doch 1926 kam es zum Bruch. Farinacci trat zurück, tausende radikale Anhänger Farinaccis wurden aus Parteiämtern entfernt. Die Ras wurden entmachtet und die staatliche Verwaltung gestärkt. Farinacci arbeitete daraufhin als Rechtsanwalt. 1935 nahm er am Abessinienkrieg als Angehöriger der Milizia Volontaria per la Sicurezza Nazionale (MVSN) teil und wurde zum Generalleutnant befördert. Beim Fischen mit Handgranaten verlor er einen Arm. Noch im gleichen Jahr wurde er in den Faschistischen Großrat aufgenommen, ein klares Zeichen dafür, dass er in dessen Gunst wieder gestiegen war. Farinacci nahm als Beobachter am Spanischen Bürgerkrieg teil, wurde 1938 Minister und setzte sich für die italienischen Rassengesetze (leggi razziali) ein. Als Minister warb er (motiviert durch Mussolinis Hannoverbesuch 1937) Deutschland für eine „Achse Cremona-Hannover“, wobei Ideen wie Schüler-, Studenten und Arbeiteraustauschprogramme entwickelt wurden, die jedoch nicht realisiert wurden.
Farinacci rief 1939 den Premio Cremona ins Leben, den ersten italienischen Preis für faschistische Kunst, der bis 1941 vergeben wurde.

### Krieg und Ende
Als der Krieg begann, gehörte Farinacci zu den wenigen Funktionären, die sich für einen raschen Kriegseintritt einsetzten. Er hatte sehr gute Verbindungen zur NS-Spitze, insbesondere zu Göring, und wurde Deutschlandberater Mussolinis. 1941 wurde Farinacci Generalinspekteur der in Albanien eingesetzten Miliz. Im Juli 1943 stimmte er im Großen Faschistischen Rat für Mussolini. Nach Mussolinis Verhaftung flüchtete er nach Deutschland, wo man bereits überlegte, ihm die noch nicht von den Alliierten besetzten Teile Italiens zu übertragen. Doch dann gelang es Otto Skorzeny, Mussolini im Unternehmen Eiche zu befreien. Farinacci kehrte nun nach Cremona zurück und nahm nicht mehr am politischen Leben teil. Gegen Kriegsende wurde er von Partisanen festgenommen – er war im Besitz von 12 Koffern mit Geld und Juwelen – und von einem provisorischen Gericht, dem Vertreter aller nichtfaschistischen Parteien angehörten, am 28. April 1945 zum Tode verurteilt und in Vimercate erschossen.

## Mille Miglia
1928 hatte Benito Mussolini das Autorennen Mille Miglia zur nationalen Angelegenheit erklärt. Einer Bitte Mussolinis folgend startete Farinacci 1928 als Fahrer auf einem Ceirano Tipo S 150, fiel aber aus.